# Bussnät

Ett bussnät.

Bussnät är ett av de tre vanligaste sätten att bygga datornätverk och innebär att man kopplar samtliga datorer till en gemensam buss (kabel) med termineringar i bägge ändarna.
Det gör att det blir enkelt att lägga till fler datorer till nätverket. Nackdelen är att risken för kollision blir betydligt större med fler datorer, samt att om huvudkabeln fallerar slutar hela nätverket att fungera.